# クイズ・ソモサン・セッパ!
『クイズ・ソモサン⇔セッパ!』は、フジテレビ系列で2012年10月17日から2014年3月28日まで放送されていたクイズバラエティ番組である。正式な番組名は『潜在知力120% クイズ ソモサン⇔セッパ!』。
パイロット版として2012年7月15日の13:00 - 14:00に『最強一休王決定戦 THE TONCHI』が放送された。

## 概要
当番組では、知識ではなく知力で争う「知の格闘技」のクイズ番組。他のクイズ番組とは異なり、解答するのに知識は必要とせず、考え方を変えることで解ける問題や、実際に企業で起きた難題をどのように解決したかという問題などの「クリエイティブ・クエスチョン」が出題される。
解答者は芸能人だけではなく、多くの資格を持つ小学生やヒット商品の開発を手掛けた各企業の会社員なども出演する。また、2012年12月16日には番組出演者を募る全国一斉オーディションが開催された。
司会者は登場せず、天の声（Owen真樹）によって進行される。問題によっては、視聴者に対してナビゲーター「コジルリ（小島瑠璃子）」からヒント（番組内での言い方は「説破ポイント」）が与えられる。
2012年10月16日から2013年1月29日までが「シーズン1」となり、2013年2月5日から「シーズン2」が開始された。
2012年12月16日放送分より、本編終了後に、視聴者向けに1問出題され、CMを挟んでエンドロールにて正解が発表されるようになった。
2013年1月2日（木曜日）には1時間の「2013ニューイヤーズオープン」と銘打ったスペシャル番組（23:40 - 翌0:40）が放送された。
また、レギュラー放送終了後の2013年4月13日（土曜日）には90分スペシャル（13:30 - 15:00）が放送された。
さらに、2013年5月11日（土曜日）に2時間スペシャル（19:00 - 20:54）が放送された。また、番組初のゴールデンタイム・プライムタイムでの放送となった。
2013年7月8日より、COOL TVの月曜日枠で『クイズ・ソモサン・セッパ!』と改題の上、レギュラー放送を再開した。これに伴い、YouTubeに「宿題ソモサン」が毎週アップされるようになった。
2013年10月11日からは、COOL TVの金曜日枠へ移動した。『テラスハウス』と放送枠が入れ替わる形になった。
2014年4月からは、当番組の放送枠で『バナナマンの決断までのカウントダウン』が放送開始されるため、3月末で終了した。
スタッフの一部は、同年4月から『クイズ30〜団結せよ!〜』を担当していた（半年で終了）。

## 出演者

### 司会
- 伊藤利尋（フジテレビアナウンサー、レギュラー放送第2期から出演）

### 説破ナビゲーター
- 小島瑠璃子（レギュラー版第1期では説破ナビゲーター「コジルリ」、2013/4/13特番では解答者、2013/5/11特番ではヒントガール「こじるり」。レギュラー第二期からは、「ヒントガール・コジルリ」と以前の2つを合わせた形）

### ナレーター
- よのひかり（レギュラー版・ゴールデン特番の問題ナレーション、ゴールデン特番では解答・解説ナレーションも兼務）
- オーウェン真樹（レギュラー版第1期の進行ナレーション、特番期以降は番組及びステージ毎のタイトルコールやルール説明ナレーション）
- 鈴木まゆ（レギュラー版の解説ナレーション、ゴールデン特番には出演なし）

## ルール

### 基本ルール
- 問題の難易度は「必要潜在知力」として表示され、最高難度は120% [3]。
  - レギュラー終了後の90分SPではどのような能力が問われる問題なのかを示すレーダーチャート[4] が、その後のゴールデンSPや第2期（クイズ･ソモサンセッパ）では難易度の目安を示すメーター[5] が必要潜在知力値と同時に表示されるようになった。
  - 2013年秋(レギュラー第3期）からは、難易度の表示が一般人とその中の特定の階層の正解率に変わった。さらに、正解を知った後の感想も出るようになった。
- 出題前には必ず、MCが「作麼生（そもさん）」と問いかけ、解答者全員が「説破（せっぱ）」と答える掛け合いがある[6]。
- 解答の判定は、正答である「説破 SEPPA!」、誤答である「TAWAKE!」、惜しい誤答である「ONE MORE!」[7] の3種類。

#### 各シーズンごとのルール
第一期（ソモサン⇔セッパ!）
Season1
- - 5人の解答者による個人戦。解答席は円形に配置されている。
  - 出題されるのは『スピードソモサン』5問。4問目以降は獲得したポイントが倍になって加算される。
  - 全問終了後、得点の高い順で順位が決まる。同点の場合は正答（説破）数の多いほうが上位となるが、それも同じ場合は同位となる。
  - レギュラー放送通常回の場合は1位の回答者が優勝。ただしニューイヤーズオープン及びセッパマスターズでは成績優秀者2名[8] が決勝ラウンド『THE FINAL』で一騎討ちを行い、勝利した方が優勝となる。

Season2
- - 3人1チームの2チームによる団体戦。
  - 出題されるのは『スピードソモサン』5問。4問目以降は獲得したポイントが倍になって加算される。
  - 全問終了後、獲得ポイントの高い方が勝利チームとなる。

Season2 3週連続スペシャル
- -     - 『コンプリートソモサン』『早押し早抜けソモサン』『決闘ソモサン』の3ステージを行う。
    - ステージごとに勝利チームを決定し、勝利したステージの多いチームが優勝（ステージ内で獲得したポイントは次のステージへ持ち越されない）。

特番および第2期（クイズ!ソモサン⇔セッパ!）
- 2チームによる団体戦。レギュラー放送では1チーム5人、特番では1チーム7人。
- 複数のルールや出題傾向の異なるステージが存在し、全てのステージでの総獲得ポイントで勝敗を決定する。
  - 勝敗には関係ないものの個人成績もカウントされており、一回の大会中に全問正解を達成すると『ゴールドバッジ』が贈られる。
- レギュラー放送の場合、第1ステージは主に『10秒ソモサン』か『4コマ漢字ソモサン』、第2ステージは『コンプリートソモサン』で構成される場合が多い。ただし週またぎで放送される大会や、90分～2時間SPの場合はさらに第3ステージ、第4ステージ…と続いていく。

第2期 クイズ･ソモサンセッパ個人戦SP
- - 途中で人数が減っていくサバイバル形式の個人戦。
  - まずステージ1･2を7人で行い、成績下位2名は失格となり排除される。その後ポイントをリセットした上でステージ3を行い、成績上位2名のみが決勝ステージへ進出する。
  - 優勝した解答者には、優先的な出場権として行使できる『ゴールドカード』と番組特製トロフィーが授与される。

第3期 3人チーム戦
- 2013年12月6日、13日放送分は、1チーム3人の3チームによる団体戦になった。
- 「仲間ソモサン」「早押し＆勝ち抜けバトル」「創作漢字ソモサン」「選抜ソモサン」で得点を競う。

第3期 ぽんこつCUP
- - 頭が悪いとみられているタレント9人での個人戦。
  - まず、早押し早抜けソモサンで点数を競う。その後、書き問題「逆に説破できちゃうかも!?ソモサン」（ぽんこつな解答者に敢えてやや難しい問題を出す。1問説破につき10pts加算）を行う。
  - 最下位「キングオブぽんこつ」になった者は罰ゲームとして、視聴者にプレゼントする公式問答集3巻セット×30組（計90冊）すべてにサインを書かなければならない。

第3期 コンビ戦
- - 1チーム2人が5組出場。
  - 1週目に虫食いキャッチコピー問題（1人が上の句、もう1人が下の句を当てる）で点数を競う。
  - 2週目は「バッサリソモサン」で生き残った1チームが優勝となる。

最強一休王決定戦（第3期レギュラーファイナル企画）
- - 3週にわたって放送された11人での個人戦。
  - 予選第1ステージでは、「生き残りソモサン」を行い、最下位の1人が脱落（同点で2人以上いたら最下位決定戦を行う）しアシスタントになる。それ以外の10人は得点を持ち越して予選第2ステージへ進出。
  - 予選第2ステージは「横取りソモサン」で持ち点を奪いあって、上位5人（同点の場合、より説破数の多い方が上位）が決勝ステージに進出。
  - 決勝ステージは予選の持ち点をリセットし、第1期season1と同じ「スピードソモサン」で決着をつける。
  - 優勝者には酬恩庵の住職が書いた「説破」の書が贈られる。

### 各ステージのルール
書き問題形式のステージ
- 基本的に、全員同時に1つの問題を筆記形式で回答するクイズ。
- シンキングタイムは問題によりばらばらである。

難問ソモサン
- - 説破できた解答者の人数が多いチームに10ptsが加算される。同数（引き分け）の場合両チーム得点無し。
  - 個人戦で行われる場合は説破したプレイヤー全員が10pts獲得。

コンプリートソモサン
- - 全員説破できたチームは10pts獲得、1人でもTAWAKEを出したチームは加点なし。
  - なお、第2期の途中まで最終問題のみ得点が2倍（20pts）となっていた。
  - 2013年8月5日放送分から前述の難問ソモサンと統合された新ルールで行うようになった。
    - 説破できた人数が多い方が10pts（同数の場合加点無し）、コンプリートできた場合はボーナスとして10pts。この新ルールで行われた場合、最終問題は得点が倍にならない。
    - 8月19日放送分や第3期（3チーム戦）では元のルールで行われた。

ひらめき画像ソモサン
- - ある物体を単色の矩形を組み合わせた簡素な画像『ひらめき画像』に変換したものを見て、ある物体とは何かを当てる。
  - 第1期では通常問題の一部として扱われていたが、今期では専用のラウンドが設けられた為通常問題では出題されない。
  - 回答のチャンスは1問に付き2回。1回目の回答で説破できなかった者はヒントとしてさらに詳細な画像を見ることが出来るが、それでも説破できなかった者が居た場合、チーム内で説破できなかった人数×10ptsが減点される。

創作漢字サバイバル
- - 実際には存在しない、ある漢字の一部を改変したり合成したりすることで制作された『創作漢字』が何を表しているのかを当てる。
  - 第1期では通常問題の一部として扱われていたが、今期では専用のラウンドが設けられた為通常問題では出題されない。
  - シンキングタイムは15秒間。TAWAKEを出した解答者は脱落となり、以降の問題には解答できない。
  - これをどちらかのチームが全員脱落するまで続け、生き残ったチームに20ptsが加算される。なお両チーム同時に全滅した場合得点なし。
  - なお、90分SPでは後述の『早押し早抜けソモサン』ルールで行われた。

生き残りソモサン
- - 最強一休王決定戦予選第1ステージで実施。
  - 「実話」「創作漢字」「とんち」の3つのブロックがあり、各ブロック4問ずつ用意。
  - 実話ととんちは30秒以内に解答、創作漢字は15秒以内に解答、1問説破するごとに10pts加算。
  - TAWAKEを出した解答者は脱落となり、そのブロックの回答権を失う。

早押し形式のステージ
- ボタンを押し解答権を得て、口頭で答えるタイプの早押し形式のステージ。
- 基本的に誰か1人が正解すればその問題は終了し、次の問題へと移る。

早押しソモサン
- - 普通の早押し形式で行われるクイズ。
  - 必要潜在知力が50～70といった、簡単な問題が出題される場合が多い。
  - 団体戦の場合は正解した解答者のいるチームに10pts、個人戦の場合は正解で5pts獲得、誤答で5pts減点。

早押し早抜けソモサン
- - 説破できた解答者は『CLEAR』となり、以後の解答権を失う。
  - これを繰り返して、先にチームの全員がCLEARとなったチームが勝利。20ptsが加算される。
  - 3人チーム戦では1抜けで20pts、2抜けで10ptsが加算される。
  - ぽんこつCUPでは1抜けが10pts加算、以下9pts、8pts、7pts…となり最後の1人だけ0pts。

4コマ漢字ソモサン
- - コーナー自体は2013年8月23日の放送回より登場（ただし、同じ形式の問題はそれ以前に他コーナーで出題されている）。
  - ある動作を4つに分け、さらに漢字1文字へと変換したものを見て、それが一体何を表すのかを当てる。
  - 問題毎に選ばれた両チームの代表者2名が早押しで対決。8月23日放送回では1問ごとに勝った代表者のチームへ10pts、9月2日放送回ではコーナー全体で勝った代表者の数が多いチームに10ptsが与えられる。

バッサリソモサン
- - コンビバトルの2週目に実施。
  - 早押しで説破できた人は他のチームを1人指名して退場させる。
  - 時折「復活チャンス」が発生、脱落者が挙手で解答権を争い、説破すれば解答席に戻ってこれる。
  - 最後まで残った1チームが優勝。

横取りソモサン
- - 最強一休王決定戦予選第2ステージで実施。
  - 全体に対する早押しと1対1の横取りバトルの2問で1セット（全6セット）。
  - まず、全体に早押しを出題し、説破できたら10pts(第4セットからは20pts)加算され、さらにターゲットを1人指名して「横取りバトル」を行う。
  - 横取りバトルも続けて説破できた場合はターゲットから20pts(第4セットからは30pts)奪える。逆にターゲットに説破された場合は横取り阻止となる。

早書き･早押しクイズ形式のステージ
- ペンタブレットを用いた早書き・早押し形式のステージ。
- 基本的に誤答によるペナルティは無いが、解答の判定を行っている最中も他の者は解答できる。また、制限時間が存在する形式の場合は判定中も減少し続ける。

スピードソモサン
- - 1人が正解しても問題が終了せず、全員正解するかシンキングタイムが尽きるまで問題が続行する。
  - 正解順に10pts→5pts→4pts→3pts→2ptsが与えられ、タイムオーバーの場合は得点なしとなる。
    - 団体戦の場合は先に全員が説破した方が、両チームタイムオーバーの場合は説破人数が多いチームが勝利となり10pts加算。

  - 解答時間は問題によって異なり、90〜240秒程度。残り時間は画面上のプログレスバーによって示される。

THE FINAL（第1期 Season1のみ）
- - ニューイヤーズオープン及びセッパマスターズでのみ実施された個人戦ファイナルラウンド。
  - 予選ラウンドを勝ち上がった2人[8] が一騎討ちで対戦。対戦台を挟んで正対する。
  - それぞれ5枚の問題カードが抽選で配布され、配布されたカードは自分の解答席のタッチパネルモニターに表示される。
  - 出題者は手持ちのカードの中から、相手が答えられないと予想した問題を選択する。
  - 出題者が「作麼生」と問いかけてからパネルにタッチすることで出題され、解答者はそれに「説破」と応じる。
  - 解答時間は3分間。対戦台上には180個の六角形の発光パネルがあり、1秒ごとに出題者側から点灯していき、これが解答者側まで達するとタイムオーバーとなる。また、視聴者向けには画面上に残り時間がデジタル表示される。
  - これをPK戦方式で3回ずつ行い、最終的に説破数の多いほうが勝利。

決闘ソモサン（ファイナルソモサン）
- - 各チームで選出された3名が順番に1VS1で戦う勝ち抜き方式。
  - 代表者となるメンバーは先鋒、副将、大将の3人（成績を加味してチームリーダーが決定）。ただし第1期最終回では先鋒、次鋒、中堅、副将、大将の5人（つまりチーム全員）だった。
  - 1つの問題に対し各チームの代表者が同時に挑戦し、どちらか片方が正解した時点でその問題は終了、答えられなかった方が敗北。
  - 負けたチーム代表者は次のメンバーに交代、先に大将を討ち取ったチームが50pts獲得となる。
  - 個人戦で行われる場合は1問のみの一発勝負。先に説破した方が優勝となる。

選抜ソモサン
- - 3チーム対戦のときに行われる。
  - 3問出題され、各チームの代表者が1問ずつ解答する。後の問題になるほど難度が高くなる。
  - 最初に正解したチームは10pts、2番目に正解したチームは5ptsが入る。

その他の形式のステージ
実力チェック 10秒ソモサン
- - 第2期レギュラー放送第1回より導入。MCに指名された解答者1人が簡単な問題に挑戦し、10秒間のシンキングタイムの後に答えるというもの。
  - 問題の種類は暗号問題や、写真やイラストの矛盾点を当てる間違い探し問題など。前述したひらめき画像なども出題されたが、いずれも簡単なものばかりである。
  - なお、このステージで説破しても得点は加算されない。

仲間ソモサン
- - 2013年11月15日の放送回より登場。1チームずつ挑戦する。
  - 複数の画像が登場し、その共通点を答える。画像は最初は3つで、20秒経過ごとに1つずつ順に増えていき、6つになってから20秒経過でタイムアップとなる。
  - 答えがわかった解答者は中央の解答席に行き答えを書く。チームの全員が説破することができれば得点が入る。

創作漢字ソモサン（3チーム版）
- - 9つの創作漢字を用意し、1チームずつ順番に分かるものから答えていく。説破できた数が最も多いチームに10pts加算される。

## 放送リスト

### 第1期（ソモサン⇔セッパ!）
太字は優勝者。肩書は放送時の表記に準じる。

### 第2期・第3期（クイズ・ソモサン⇔セッパ!）
太字はその回の優勝チーム。

## ネット局と放送時間

### ソモサン・セッパ!（レギュラー放送第1期）
| 放送対象地域   | 放送局             | 系列           | 放送日時                       | 放送期間                       | 遅れ       |
| -------------- | ------------------ | -------------- | ------------------------------ | ------------------------------ | ---------- |
| 関東広域圏     | フジテレビ         | フジテレビ系列 | 水曜日 0:40 - 1:10（火曜深夜） | 2012年10月17日 - 2013年3月20日 | 制作局     |
| 宮城県         | 仙台放送           | フジテレビ系列 | 水曜日 0:40 - 1:10（火曜深夜） | 2012年10月17日 - 2013年3月20日 | 同時ネット |
| 長野県         | 長野放送           | フジテレビ系列 | 水曜日 0:40 - 1:10（火曜深夜） | 2012年10月31日 - 2013年3月20日 | 同時ネット |
| 岡山県・香川県 | 岡山放送           | フジテレビ系列 | 水曜日 0:40 - 1:10（火曜深夜） | 2012年10月17日 - 2013年3月20日 | 同時ネット |
| 鹿児島県       | 鹿児島テレビ       | フジテレビ系列 | 水曜日 0:40 - 1:10（火曜深夜） | 2012年10月17日 - 2013年3月20日 | 同時ネット |
| 青森県         | 青森テレビ         | TBS系列        | 火曜日 23:50 - 翌0:20          | 2012年10月23日 - 2013年3月26日 | 7日遅れ    |
| 秋田県         | 秋田テレビ         | フジテレビ系列 | 水曜日 0:35 - 1:05（火曜深夜） | 2012年10月23日 - 2013年3月26日 | 7日遅れ    |
| 新潟県         | 新潟総合テレビ     | フジテレビ系列 | 水曜日 0:35 - 1:05（火曜深夜） | 2012年10月23日 - 2013年3月26日 | 7日遅れ    |
| 広島県         | テレビ新広島       | フジテレビ系列 | 水曜日 0:35 - 1:05（火曜深夜） | 2012年10月23日 - 2013年3月26日 | 7日遅れ    |
| 熊本県         | テレビ熊本         | フジテレビ系列 | 木曜日 2:00 - 2:30（水曜深夜） | 2012年10月25日 - 2013年3月28日 | 8日遅れ    |
| 北海道         | 北海道文化放送     | フジテレビ系列 | 金曜日 1:15 - 1:45（木曜深夜） | 2012年10月26日 - 2013年3月29日 | 9日遅れ    |
| 福井県         | 福井テレビ         | フジテレビ系列 | 火曜日 0:45 - 1:15（月曜深夜） | 2012年10月30日 - 2013年4月9日  | 13日遅れ   |
| 福岡県         | テレビ西日本       | フジテレビ系列 | 火曜日 1:30 - 2:00（月曜深夜） | 2013年1月22日 - 2013年4月9日   | 13日遅れ   |
| 佐賀県         | サガテレビ         | フジテレビ系列 | 水曜日 0:35 - 1:05（火曜深夜） | 2012年10月31日 - 2013年4月10日 | 14日遅れ   |
| 岩手県         | 岩手めんこいテレビ | フジテレビ系列 | 水曜日 0:40 - 1:10（火曜深夜） | 2012年10月31日 - 2013年4月10日 | 14日遅れ   |
| 福島県         | 福島テレビ         | フジテレビ系列 | 水曜日 0:40 - 1:10（火曜深夜） | 2013年1月9日 - 2013年4月10日   | 14日遅れ   |
| 中京広域圏     | 東海テレビ         | フジテレビ系列 | 土曜日 2:55 - 3:25（金曜深夜） | 2012年11月3日 - 2013年4月13日  | 17日遅れ   |
| 山形県         | さくらんぼテレビ   | フジテレビ系列 | 火曜日 1:05 - 1:35（月曜深夜） | 2012年11月6日 - 2013年4月9日   | 20日遅れ   |
| 近畿広域圏     | 関西テレビ         | フジテレビ系列 | 火曜日 1:30 - 1:58（月曜深夜） | 2012年10月23日 - 2013年4月9日  | 20日遅れ   |
| 島根県・鳥取県 | 山陰中央テレビ     | フジテレビ系列 | 火曜日 0:40 - 1:10（月曜深夜） | 2012年11月21日 - 2013年5月14日 | 不明       |
| 沖縄県         | 沖縄テレビ         | フジテレビ系列 | 日時不定                       | 2012年12月24日 - 2013年4月     | 不定期     |
| 愛媛県         | テレビ愛媛         | フジテレビ系列 | 月曜日 1:25 - 1:55（日曜深夜） | 2013年1月14日 - 2013年4月1日   | 93日遅れ   |
| 愛媛県         | テレビ愛媛         | フジテレビ系列 | 水曜日 15:27 - 15:57           | 2013年7月31日 -                | 不明       |
| 長崎県         | テレビ長崎         | フジテレビ系列 | 日曜日 9:00 - 9:30             | 2013年1月27日 -                | 103日遅れ  |

単発放送
- テレビ大分（フジテレビ系列・日本テレビ系列）2013年3月19日（火曜日）22:54 - 23:24[18]
- テレビ静岡 2013年5月3日（金曜日）0:35 - 1:05（2日、木曜日深夜）

### クイズ・ソモサン・セッパ!（レギュラー放送第2・3期）
| 放送対象地域   | 放送局             | 系列                                         | 放送曜日・時間                              | 遅れ日数   |
| -------------- | ------------------ | -------------------------------------------- | ------------------------------------------- | ---------- |
| 関東広域圏     | フジテレビ         | フジテレビ系列                               | 月曜日 23:00 - 23:30 ↓ 金曜日 23:00 - 23:30 | 制作局     |
| 北海道         | 北海道文化放送     | フジテレビ系列                               | 月曜日 23:00 - 23:30 ↓ 金曜日 23:00 - 23:30 | 同時ネット |
| 岩手県         | 岩手めんこいテレビ | フジテレビ系列                               | 月曜日 23:00 - 23:30 ↓ 金曜日 23:00 - 23:30 | 同時ネット |
| 宮城県         | 仙台放送           | フジテレビ系列                               | 月曜日 23:00 - 23:30 ↓ 金曜日 23:00 - 23:30 | 同時ネット |
| 秋田県         | 秋田テレビ         | フジテレビ系列                               | 月曜日 23:00 - 23:30 ↓ 金曜日 23:00 - 23:30 | 同時ネット |
| 山形県         | さくらんぼテレビ   | フジテレビ系列                               | 月曜日 23:00 - 23:30 ↓ 金曜日 23:00 - 23:30 | 同時ネット |
| 福島県         | 福島テレビ         | フジテレビ系列                               | 月曜日 23:00 - 23:30 ↓ 金曜日 23:00 - 23:30 | 同時ネット |
| 新潟県         | 新潟総合テレビ     | フジテレビ系列                               | 月曜日 23:00 - 23:30 ↓ 金曜日 23:00 - 23:30 | 同時ネット |
| 長野県         | 長野放送           | フジテレビ系列                               | 月曜日 23:00 - 23:30 ↓ 金曜日 23:00 - 23:30 | 同時ネット |
| 静岡県         | テレビ静岡         | フジテレビ系列                               | 月曜日 23:00 - 23:30 ↓ 金曜日 23:00 - 23:30 | 同時ネット |
| 富山県         | 富山テレビ         | フジテレビ系列                               | 月曜日 23:00 - 23:30 ↓ 金曜日 23:00 - 23:30 | 同時ネット |
| 石川県         | 石川テレビ         | フジテレビ系列                               | 月曜日 23:00 - 23:30 ↓ 金曜日 23:00 - 23:30 | 同時ネット |
| 福井県         | 福井テレビ         | フジテレビ系列                               | 月曜日 23:00 - 23:30 ↓ 金曜日 23:00 - 23:30 | 同時ネット |
| 中京広域圏     | 東海テレビ         | フジテレビ系列                               | 月曜日 23:00 - 23:30 ↓ 金曜日 23:00 - 23:30 | 同時ネット |
| 近畿広域圏     | 関西テレビ         | フジテレビ系列                               | 月曜日 23:00 - 23:30 ↓ 金曜日 23:00 - 23:30 | 同時ネット |
| 島根県・鳥取県 | 山陰中央テレビ     | フジテレビ系列                               | 月曜日 23:00 - 23:30 ↓ 金曜日 23:00 - 23:30 | 同時ネット |
| 岡山県・香川県 | 岡山放送           | フジテレビ系列                               | 月曜日 23:00 - 23:30 ↓ 金曜日 23:00 - 23:30 | 同時ネット |
| 広島県         | テレビ新広島       | フジテレビ系列                               | 月曜日 23:00 - 23:30 ↓ 金曜日 23:00 - 23:30 | 同時ネット |
| 愛媛県         | テレビ愛媛         | フジテレビ系列                               | 月曜日 23:00 - 23:30 ↓ 金曜日 23:00 - 23:30 | 同時ネット |
| 高知県         | 高知さんさんテレビ | フジテレビ系列                               | 月曜日 23:00 - 23:30 ↓ 金曜日 23:00 - 23:30 | 同時ネット |
| 福岡県         | テレビ西日本       | フジテレビ系列                               | 月曜日 23:00 - 23:30 ↓ 金曜日 23:00 - 23:30 | 同時ネット |
| 佐賀県         | サガテレビ         | フジテレビ系列                               | 月曜日 23:00 - 23:30 ↓ 金曜日 23:00 - 23:30 | 同時ネット |
| 長崎県         | テレビ長崎         | フジテレビ系列                               | 月曜日 23:00 - 23:30 ↓ 金曜日 23:00 - 23:30 | 同時ネット |
| 熊本県         | テレビ熊本         | フジテレビ系列                               | 月曜日 23:00 - 23:30 ↓ 金曜日 23:00 - 23:30 | 同時ネット |
| 鹿児島県       | 鹿児島テレビ       | フジテレビ系列                               | 月曜日 23:00 - 23:30 ↓ 金曜日 23:00 - 23:30 | 同時ネット |
| 沖縄県         | 沖縄テレビ         | フジテレビ系列                               | 月曜日 23:00 - 23:30 ↓ 金曜日 23:00 - 23:30 | 同時ネット |
| 青森県         | 青森テレビ         | TBS系列                                      | 水曜日 23:58 - 翌0:28                       | 12日遅れ   |
| 大分県         | テレビ大分         | フジテレビ系列 日本テレビ系列                | 木曜日 1:53 - 2:23（水曜深夜）              | 16日遅れ   |
| 宮崎県         | テレビ宮崎         | フジテレビ系列 日本テレビ系列 テレビ朝日系列 | 火曜日 0:54 - 1:24（月曜深夜）              | 24日遅れ   |

## 主なスタッフ
- 構成：くらなり、デーブ八坂、渡辺健久、大井達朗、板垣佳珠弓、河野有、西沢篤人、宍倉拓朗、志賀一也、藤本裕、坂野真希、塩見昌矢、後藤祐生
- 美術制作：井上明裕
- デザイン：安部彩
- イラスト：PDトウキョウ
- 美術進行：平山雄大
- 大道具：山本和成
- 特殊装置：川西紘平
- アクリル装飾：松浦由佳、中山麻粧美
- マルチ：佐々木亮
- 衣装：宮澤愛
- メイク：山田かつら
- CG：山口大樹（キャニットG）、原田専門家
- ソフト：石川富久（セミラチス）
- アートディレクター：鈴木賢太
- TP：塩津英史、高瀬義美
- TD：河西純
- SW：横山政照
- カメラ：小池悟志
- VE：原啓教
- 音声：奈良岡純一
- 照明：小熊豊
- TK：山口奈保美
- 編集：浜野元久、佐藤美奈
- MA：土屋信
- 音響効果：玉置裕介（BABY SOUND LUCK）、高田智彰（BABY SOUND LUCK）
- リサーチ：ビスポ、コラボレーション
- 技術協力：ニユーテレス、Fmt(第1期は、FLTと表示）、インターナショナルクリエイティブ、IMAGICA
- 制作協力：共同テレビジョン、ロール・ワン、SPINGLASS、D:COMPLEX
- 編成：板谷栄司（フジテレビ）
- 広報：山本麻祐子（フジテレビ）
- デスク：岡原香織
- ディレクター：川本良樹/宮崎鉄平（フジテレビ）、鈴木優、伊藤嘉彦、岡野彰男、高橋正尚・吉村慶介（フジテレビ）、夫馬教行、白川誠
- 制作進行：五十嵐久也（2013年11月1日 - ）
- プロデューサー：林田竜一（ロール・ワン）、増谷秀行（ザ・スピングラス）、倉科知美（フジテレビ）、古賀太隆（D:COMPLEX）
- 演出：島本亮（フジテレビ）
- チーフプロデューサー：清水泰貴（フジテレビ）
- 制作：フジテレビバラエティ制作部（第1期はバラエティ制作センターだった。）
- 制作著作：フジテレビ

過去のスタッフ
- チーフプロデューサー：坪井貴史（フジテレビ）

## 最強一休王決定戦 THE TONCHI

### 出演者
- 有吉弘行（司会「ありよ神」）

### ルール
- 解答者4人VS4人のチーム戦。
- 問題に正答した場合には「説破」、誤答した場合には「たわけ」、正解に近い誤答には「惜しい」の判定が下る。
- 1回戦と3回戦では、どれだけ正答に近づいているかが中央にある「とんち様」という大仏の後光の数で表示される。

#### 1回戦：「リレー説破」
- 両チーム1人ずつ交互に問題を答える。答える順番はそれぞれのチームの末席からスタート。
- 解答方法は数秒間のシンキングタイムの後に口頭で答える。正解すれば1説破。

#### 2回戦：「早抜け早説破」
- 出された問題に早押し（解答机全体が早押しボタン）で解答する。
- 説破できた解答者は解答席を抜け、そのラウンドで解答する権利を失う。
- 先に4人全員が説破できたチームには5説破が与えられる。

#### 3回戦：「難問説破」
- 全員解答の筆記クイズ。各チーム説破できた人数×1説破が与えられる。

#### 最終問題：「スペシャルとんち」
- 前述のレギュラー放送と同じく早書きで解答する。但し解答は早押しで出すのではなく、直接司会に見せる必要がある。
- 説破できた解答者は解答席を抜け、そのラウンドで解答する権利を失う。
- 先に4人全員が説破できたチームには10説破が与えられる。

### ネット局と放送時間
| 放送対象地域 | 放送局             | 系列           | 放送日時                                 | 遅れ     |
| ------------ | ------------------ | -------------- | ---------------------------------------- | -------- |
| 関東広域圏   | フジテレビ         | フジテレビ系列 | 2012年7月15日 13:00 - 14:00              | 制作局   |
| 長野県       | 長野放送           | フジテレビ系列 | 2012年8月11日 14:00 - 15:00              | 27日遅れ |
| 福井県       | 福井テレビ         | フジテレビ系列 | 2012年9月1日 15:55 - 16:55               | 48日遅れ |
| 新潟県       | 新潟総合テレビ     | フジテレビ系列 | 2012年9月14日（13日深夜） 1:00 - 2:00    | 60日遅れ |
| 北海道       | 北海道文化放送     | フジテレビ系列 | 2012年10月1日（9月30日深夜） 1:15 - 2:15 | 77日遅れ |
| 山形県       | さくらんぼテレビ   | フジテレビ系列 | 2012年10月16日（15日深夜） 0:35 - 1:35   | 92日遅れ |
| 近畿広域圏   | 関西テレビ         | フジテレビ系列 | 2012年10月16日（15日深夜） 1:30 - 2:30   | 92日遅れ |
| 広島県       | テレビ新広島       | フジテレビ系列 | 2012年10月17日（16日深夜） 1:00 - 2:00   | 93日遅れ |
| 岩手県       | 岩手めんこいテレビ | フジテレビ系列 | 2012年10月21日 13:55 - 14:55             | 98日遅れ |

## 書籍
- ソモサン⇔セッパ! 公式問答集（2013年2月16日、扶桑社）
- ソモサン⇔セッパ! 公式問答集2（2013年8月31日、扶桑社）
- ソモサン⇔セッパ! 公式問答集3（2013年12月19日、扶桑社）